# John FitzPatrick (2e comte d'Upper Ossory)
Pour les articles homonymes, voir John FitzPatrick.
John FitzPatrick, 2e comte d'Upper Ossory (2 mai 1745 - 13 février 1818), est un pair irlandais et un membre du parlement.

## Biographie

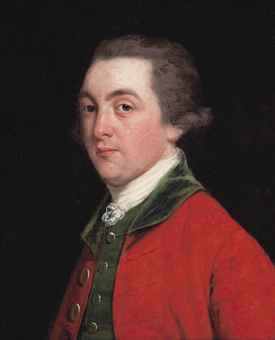
Le 2e comte d'Upper Ossory par Thomas Beach.

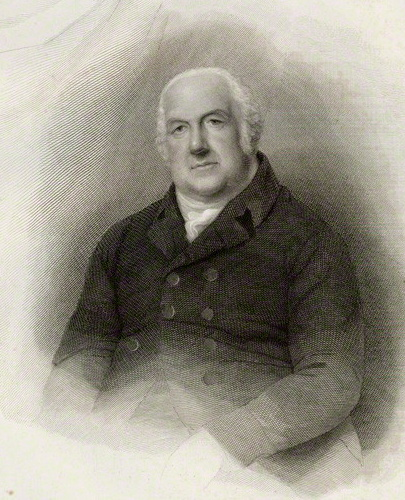
Portrait de John FitzPatrick, 2e comte d'Upper Ossory (1745-1818).

John FitzPatrick est né le 2 mai 1745, fils de John FitzPatrick (1er comte d'Upper Ossory), et de Evelyn Leveson-Gower, fille de John Leveson-Gower (1er comte Gower). Il a un frère cadet, Richard FitzPatrick, qui devient également un homme d'État et un soldat de renom, ainsi que deux sœurs cadettes, Mary et Louisa. 
Il succède à son père en 1758, mais comme il s'agit d'un titre de la Pairie d'Irlande cela ne lui donne pas droit à un siège à la Chambre des lords britannique. En 1767, il est élu à la Chambre des Communes pour le Bedfordshire, poste qu'il occupe jusqu'en 1794. Il est également Lord Lieutenant du Bedfordshire de 1771 à 1818 . En 1794, il reçoit le titre de baron d'Upper Ossory, d’Ampthill dans le comté de Bedford, dans la Pairie de Grande-Bretagne, qui lui donne un siège à la Chambre des lords. 
En 1763, il est en Italie avec le bibliophile Topham Beauclerk, où il achète des peintures de maîtres anciens et commandé des peintures à Gavin Hamilton . Il aurait également été un protecteur de John Higton, compte tenu de sa représentation de "Dogs at Ampthill Park" en 1810. 

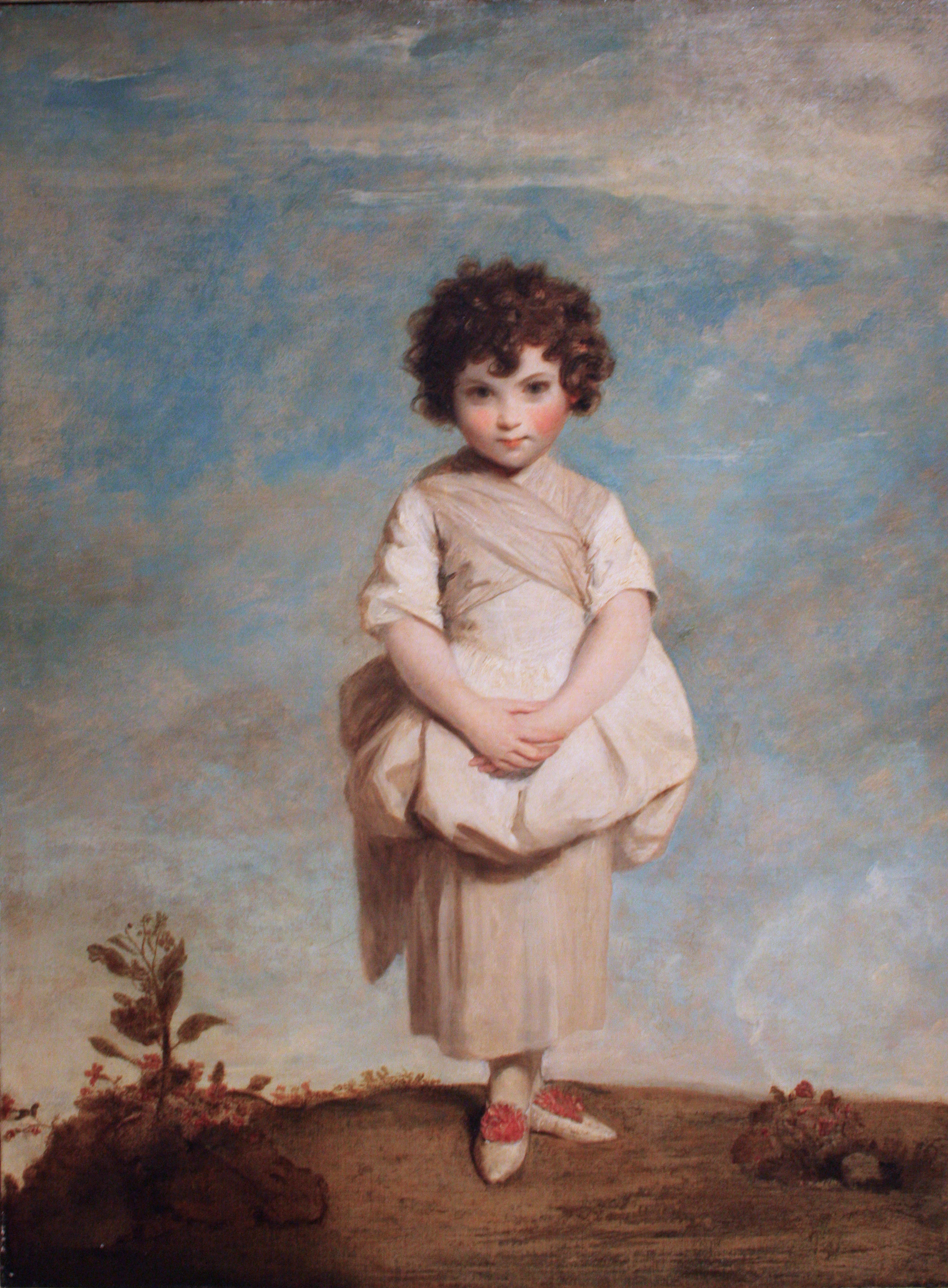
Portrait de la fille de John Fitzpatrick (1779).

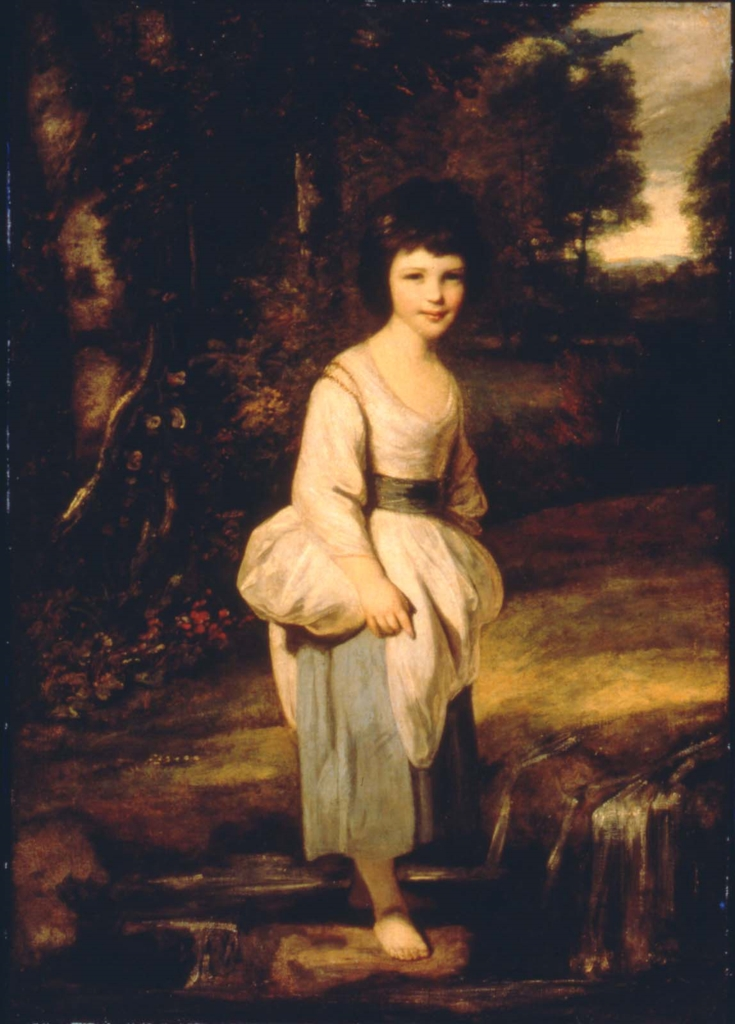
Lady Anne Fitzpatrick

À son retour en Grande-Bretagne, il s’engage dans une liaison avec Anne Fitzroy, épouse du Premier ministre Augustus FitzRoy (3e duc de Grafton) (et fille de Henry Liddell, 1er baron Ravensworth). Cela entraine une liaison du premier ministre avec une courtisane, la naissance d’un enfant, le divorce de la duchesse et son mariage avec FitzPatrick en 1769. Comme son jeune frère Richard, Fitzpatrick est un ami de Charles James Fox. Sa demi-sœur Mary FitzPatrick épouse le frère aîné de Charles James Fox, Stephen Fox (2e baron Holland). En tant que tel, Fitzpatrick devient le beau-père de Henry Vassall-Fox (3e baron Holland) à la mort de ses parents. Il est également un ami notoire d'Horace Walpole et un grand volume de correspondance existe entre Walpole et l'épouse de Fitzpatrick, la comtesse de Upper Ossory . 
John Fitzpatrick est décédé en février 1818, à l'âge de 72 ans, et ses titres se sont éteints. Son fils naturel, John, hérite d'une partie de son domaine et reçoit le titre de baron Castletown en 1869. Son beau-fils Henry Vassall-Fox (3e baron Holland) hérite de son domaine. Il adopte également Ampthill Park comme siège. Fermyn Woods Hall, hérité de son père, est transmis à ses filles.